# Kotxetovka
Kotxetovka (en rus: Кочетовка) és un poble de l'óblast de Saràtov, a Rússia, segons el cens del 2010 tenia 643 habitants. Pertany al districte municipal d'Atkarsk.